# Плахін Андрій Іванович
Андрій Іванович Плахін (нар. 18 липня 1904 — пом. 6 червня 1957) — радянський дипломат; надзвичайний і повноважний посланник II класу.

## Біографія
Народився 18 липня 1904 року. Член ВКП(б). З 1939 року працівник Народного комісаріату/Міністерства закордонних справ СРСР:
- у 1939 році — завідувач Відділу Скандинавських країн НКЗС СРСР;
- до 22 червня 1941 року — радник Повноважного представництва СРСР у Данії
- з 1941 року — радник Повноважного представництва СРСР у Швеції
- у 1943 році — помічник заступника народного комісара закордонних справ СРСР;
- з 1944 року по червень 1945 року — завідувач Політичного відділу Народного комісаріату закордонних справ Української РСР;
- з 22 червня 1945 року по 15 липня 1950 року — надзвичайний та повноважний посланник СРСР у Данії;
- у 1954—1955 роках — при Верховному комісарі СРСР в Австрії
- у 1957 році — начальник Управління кадрів МЗС СРСР.

Помер 6 червня 1957 року. Похований у Москві на Новодівочому цвинтарі.